# Ogniewa Zaimka
Ogniewa Zaimka (ros. Огнева Заимка) – wieś (sieło) w Rosji, w obwodzie nowosybirskim, w rejonie czeriepanowskim. W 2010 liczyła 927 mieszkańców.